# Fulvoscirtes
Fulvoscirtes is een geslacht van rechtvleugeligen uit de familie sabelsprinkhanen (Tettigoniidae). De wetenschappelijke naam van dit geslacht is voor het eerst geldig gepubliceerd in 2012 door Hemp.

## Soorten
Het geslacht Fulvoscirtes omvat de volgende soorten:
- Fulvoscirtes fulvotaitensis Hemp, 2012
- Fulvoscirtes fulvus Hemp, 2012
- Fulvoscirtes kilimandjaricus Sjöstedt, 1910
- Fulvoscirtes laticercus Hemp, 2012
- Fulvoscirtes legumishera Hemp, 2012
- Fulvoscirtes manyara Hemp, 2012
- Fulvoscirtes sylvaticus Hemp, 2012
- Fulvoscirtes viridis Hemp, 2012